# 177-й истребительный авиационный полк ПВО
177-й истребительный авиационный полк ВВС МВО, Московский полк ПВО (177-й иап) — воинская часть Военно-воздушных сил (ВВС) Вооружённых Сил РККА, принимавшая участие в боевых действиях Великой Отечественной войны и в войне в Корее, вошедшая в состав ВС России.
С ноября 2005 по ноябрь 2008 года командир полка - Олейников О. А.

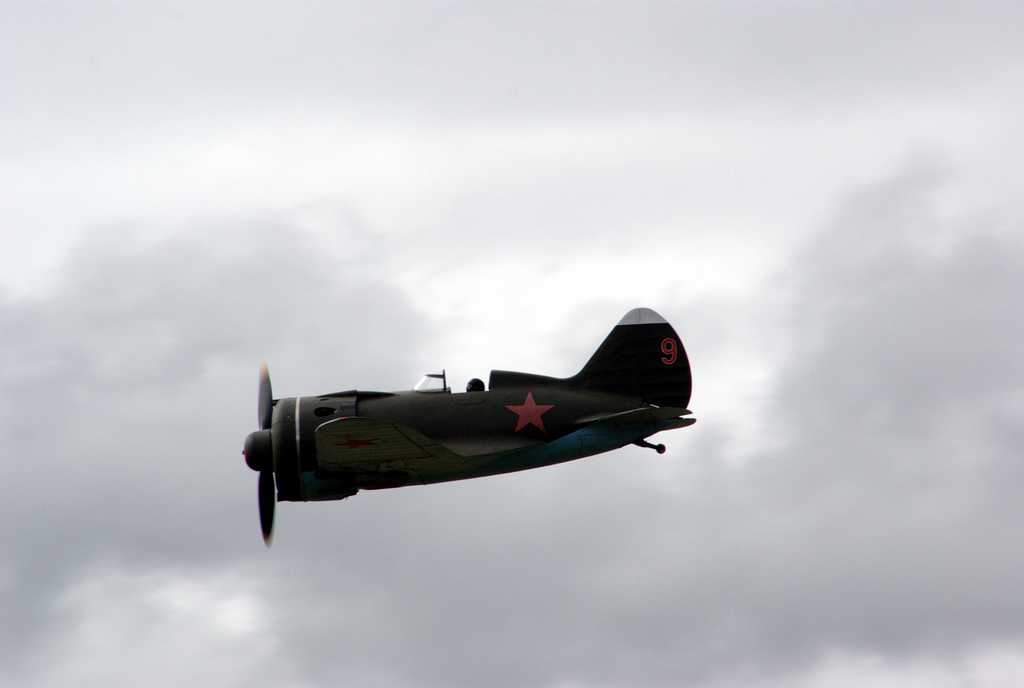
И-16

## История наименований полка
За весь период своего существования полк несколько раз менял своё наименование:
- 177-й истребительный авиационный полк ПВО;
- 177-й истребительный авиационный полк;
- 177-й истребительный авиационный полк ПВО;
- 177-й истребительный авиационный Московский полк ПВО;
- Войсковая часть 10232.

## Создание полка
177-й истребительный авиационный полк начал формироваться 10 мая 1941 года в ВВС Московского военного округа на аэродроме г. Клин на основе 11-го, 120-го и 34-го иап (приказ НКО СССР № 0784 от 27.03.1941) по штату 015/134 на самолётах И-16. Формирование завершено 15 июля 1941 года. Полк вошёл в состав: ВВС Московского военного округа, 6-го иак ПВО.

## Переименование и расформирование полка
- после перехода полка в состав ВВС Ленинградского военного округа в апреле 1980 года полк стал именоваться 177-й истребительный авиационный полк;
- в апреле 1986 года полк вновь вошёл в состав войск ПВО и вернул прежнее наименование 177-й истребительный авиационный полк ПВО;
- осенью 2009 года в связи реформированием Вооружённых Сил России полк был расформирован.

## В действующей армии
В составе действующей армии:

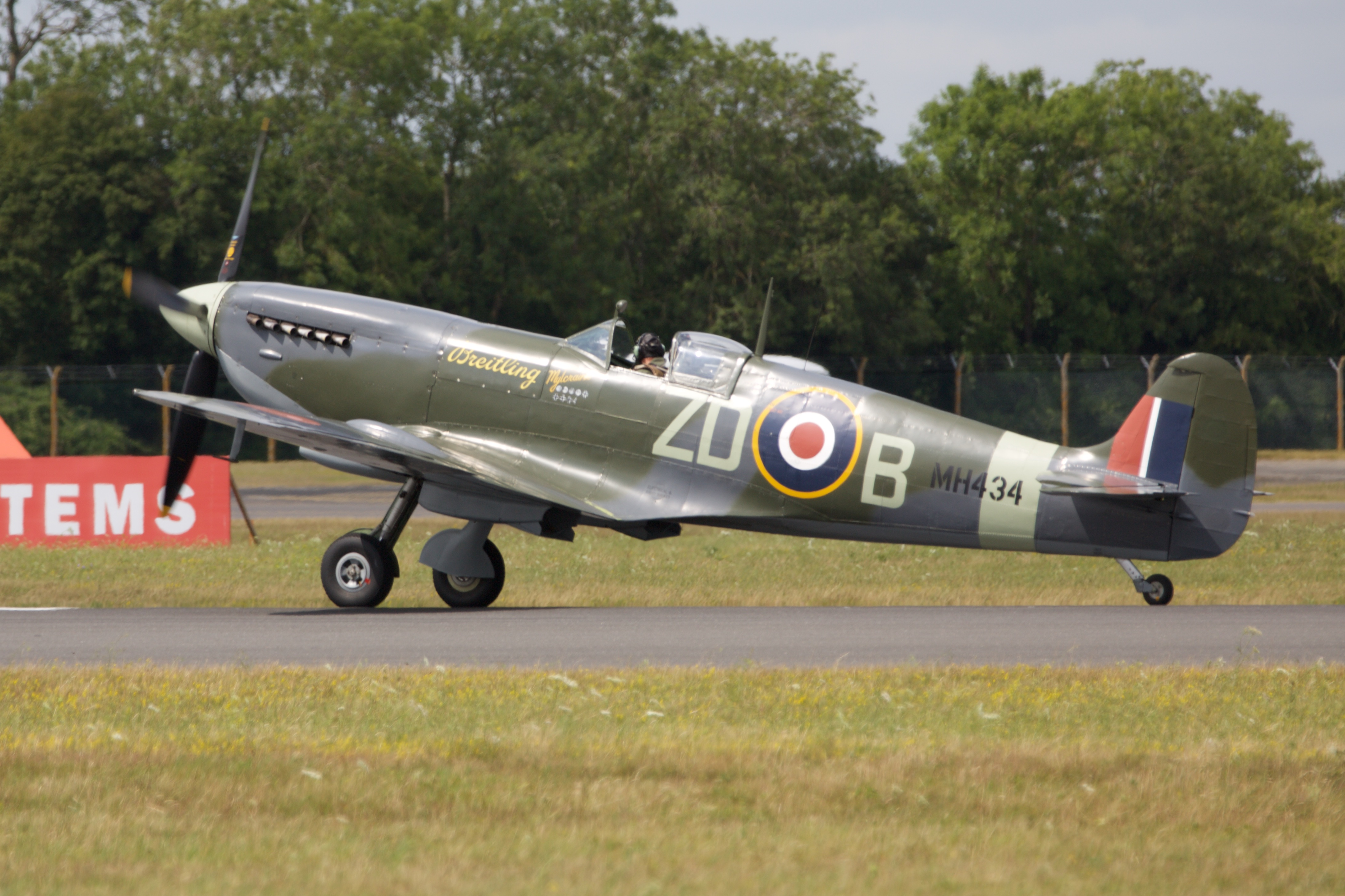
Spitfire MK IX на авиашоу

- с 22 июня 1941 года по 1 октября 1943 года.

## Командиры полка
- майор, подполковник Королев Михаил Иванович[2], 05.1941 — 12.1941
- подполковник Лашин Владимир Леонидович[2], 12.1941 — 07.1942
- майор Панов Антон Георгиевич[2], 08.1942 — 04.1944
- майор Чемоданов Анатолий Николаевич[2], 04.1944 −02.10.1945
- подполковник Шишов Владимир Александрович, 02.10.1945 −10.01.1947
- подполковник Воронин Иван Иванович, 10.01.1947 — 03.02.1948
- майор Горячко Леонид Дорофеевич, 03.02.1948 — 16.11.1949
- полковник Терентьев Василий Яковлевич, 16.11.1949 — 01.12.1953
- подполковник Сычёв Валентин Николаевич, 01.12.1953 — 01.08.1957
- подполковник Левитский Борис Тимофеевич, 01.08.1957 — 06.03.1958
- подполковник Уткин Василий Петрович, 06.03.1958 — 20.05.1960
- подполковник Тищенко Василий Кириллович, 20.05.1960 — 06.05.1961
- подполковник Голобоков Дмитрий Степанович, 06.05.1961 — 30.08.1963
- подполковник Чушев Михаил Дмитриевич, 30.08.1963 — 13.05.1964
- подполковник Савельев Александр Алексеевич, 13.05.1964 — 27.12.1969
- подполковник Баранов Николай Николаевич, 27.12.1969 — 09.09.1971
- подполковник Буханцов Генрих Владимирович, 09.09.1971 — 01.02.1974
- подполковник Шумов Юрий Григорьевич, 01.02.1974 — 16.07.1977
- подполковник Костиневич Владимир Григорьевич, 16.07.1977 — 23.11.1980
- подполковник Сязин Лев Николаевич, 23.11.1980 — 20.11.1981
- подполковник Минаков Виктор Николаевич, 20.11.1981 — 21.02.1985
- полковник Никитовский Александр Николаевич, 21.02.1985 — 04.09.1988
- полковник Анискевич Николай Петрович, 04.09.1988 — 25.02.1990
- полковник Чащихин Александр Петрович, 25.02.1990 — 20.06.1992
- полковник Пожилис Игорь Анатольевич, 20.06.1992 −22.09.1995
- полковник Этель Михаил Михаилович, 22.09.1995 — 16.11.2000
- полковник Кравченко Владимир Викторович, 16.11.2000 — 2004
- полковник Воробьёв Александр Николаевич, по 21.03.2004

## В составе соединений и объединений
| Период        | Фронт (округ)                               | армия                                                          | корпус                                     | дивизия                                      | примечание |
| ------------- | ------------------------------------------- | -------------------------------------------------------------- | ------------------------------------------ | -------------------------------------------- | --- |
| 10.05.1941 г. | Московский военный округ                    | ВВС Московского военного округа                                |                                            |                                              | Клин, И-16 |
| 15.07.1941 г. | Московский военный округ                    | ВВС Московского военного округа                                | 6-й истребительный авиационный корпус ПВО  |                                              | Клин, И-16 |
| 30.07.1941 г. | Московский военный округ                    | ВВС Московского военного округа                                | 6-й истребительный авиационный корпус ПВО  |                                              | Принял 15 экипажей из 120-го иап                                                                              |
| 01.10.1941 г. | Московский военный округ                    | ВВС Московского военного округа                                | 6-й истребительный авиационный корпус ПВО  |                                              | Начал получать истребители МиГ-3                                                                              |
| 17.12.1941 г. | Московский военный округ                    | ВВС Московского военного округа Московский корпусной район ПВО | 6-й истребительный авиационный корпус ПВО  |                                              | МиГ-3 |
| 05.04.1942 г. | Московский фронт ПВО                        |                                                                | 6-й истребительный авиационный корпус ПВО  |                                              | МиГ-3 |
| 21.09.1942 г. | Северо-Западный фронт                       |                                                                | Бологоевский дивизионный район ПВО         | 106-я истребительная авиационная дивизия ПВО | МиГ-3 |
| 01.11.1942 г. | Московский фронт ПВО                        |                                                                | 6-й истребительный авиационный корпус ПВО  |                                              | МиГ-3 |
| 09.06.1943 г. | Московский фронт ПВО                        | 1-я воздушная истребительная армия ПВО                         |                                            | 319-я истребительная авиационная дивизия ПВО | МиГ-3 |
| 04.07.1943 г. | Западный фронт ПВО                          | Особая Московская армия ПВО                                    | 1-я воздушная истребительная армия ПВО     | 319-я истребительная авиационная дивизия ПВО | МиГ-3 |
| 01.10.1943 г. | Западный фронт ПВО                          | Особая Московская армия ПВО                                    | 1-я воздушная истребительная армия ПВО     | 319-я истребительная авиационная дивизия ПВО | Исключён из действующей армии                                                                                 |
| 21.04.1944 г. | Северный фронт ПВО                          |                                                                | 1-я воздушная истребительная армия ПВО     | 319-я истребительная авиационная дивизия ПВО | Исключён из действующей армии                                                                                 |
| 01.09.1944 г. | Северный фронт ПВО                          |                                                                | 1-я воздушная истребительная армия ПВО     | 319-я истребительная авиационная дивизия ПВО | Начал перевооружаться на английские истребители «Спитфайр»-IX                                                 |
| 24.12.1944 г. | Центральный фронт ПВО                       | Московская группа ПВО                                          | 1-я воздушная истребительная армия ПВО     | 319-я истребительная авиационная дивизия ПВО | «Спитфайр»-IX                                                                                                 |
| 09.05.1945 г. | Центральный фронт ПВО                       | Войска ПВО Москвы                                              | 1-я воздушная истребительная армия ПВО     | 319-я истребительная авиационная дивизия ПВО | «Спитфайр»-IX                                                                                                 |
| 25.10.1945 г. | Центральный округ ПВО                       | Войска ПВО Москвы                                              | 1-я воздушная истребительная армия ПВО     | 319-я истребительная авиационная дивизия ПВО | «Спитфайр»-IX                                                                                                 |
| 01.02.1946 г. | Центральный округ ПВО                       | Войска ПВО Москвы                                              | 19-я воздушная истребительная армия ПВО    | 319-я истребительная авиационная дивизия ПВО | «Спитфайр»-IX                                                                                                 |
| 23.05.1946 г. | Северо-Западный округ ПВО                   | Войска ПВО Москвы                                              | 19-я воздушная истребительная армия ПВО    | 319-я истребительная авиационная дивизия ПВО | «Спитфайр»-IX                                                                                                 |
| 01.06.1946 г. | Северо-Западный округ ПВО Войска ПВО Москвы | 19-я воздушная истребительная армия ПВО                        |                                            |                                              | «Спитфайр»-IX                                                                                                 |
| 14.08.1948 г. | Московский район ПВО                        | 19-я воздушная истребительная армия ПВО                        |                                            |                                              | «Спитфайр»-IX                                                                                                 |
| 09.09.1948 г. | Московский район ПВО                        | 19-я воздушная истребительная армия ПВО                        | 31-й истребительный авиационный корпус ПВО | 303-я истребительная авиационная дивизия ПВО | «Спитфайр»-IX                                                                                                 |
| 01.12.1948 г. | Московский район ПВО                        | 19-я воздушная истребительная армия ПВО                        | 31-й истребительный авиационный корпус ПВО | 303-я истребительная авиационная дивизия ПВО | Начал осваивать реактивные МиГ-9                                                                              |
| 20.02.1949 г. | Московский район ПВО                        | 78-я воздушная истребительная армия ПВО                        | 31-й истребительный авиационный корпус ПВО | 303-я истребительная авиационная дивизия ПВО | МиГ-9 |
| 31.10.1949 г. | Московский район ПВО                        | 78-я воздушная истребительная армия ПВО                        | 56-й истребительный авиационный корпус ПВО | 303-я истребительная авиационная дивизия ПВО | МиГ-9 |
| 01.03.1950 г. | Московский район ПВО                        | 78-я воздушная истребительная армия ПВО                        | 56-й истребительный авиационный корпус ПВО | 303-я истребительная авиационная дивизия ПВО | Начал осваивать МиГ-15                                                                                        |
| 01.06.1950 г. | Дальневосточный военный округ               | 54-я воздушная армия                                           |                                            | 303-я истребительная авиационная дивизия ПВО | МиГ-15, Воздвиженка                                                                                           |
| 18.09.1950 г. | Дальневосточный военный округ               | 54-я воздушная армия                                           |                                            | 303-я истребительная авиационная дивизия ПВО | начал перебазирование в КНР (г. Саншилипу), МиГ-15                                                            |
| 23.09.1950 г. | Китай                                       |                                                                |                                            |                                              | Саншилипу, МиГ-15                                                                                             |
| 06.10.1950 г. | Китай                                       |                                                                | 64-й истребительный авиационный корпус     | 50-я истребительная авиационная дивизия ПВО  | Саншилипу, МиГ-15                                                                                             |
| 30.11.1950 г. | КНДР                                        |                                                                | 64-й истребительный авиационный корпус     | 50-я истребительная авиационная дивизия ПВО  | принимал участие в вооружённом конфликте на территории Кореи на МиГ-15 (к боевой работе приступил 15.12.1950) |
| 05.02.1951 г. | КНДР                                        |                                                                | 64-й истребительный авиационный корпус     | 50-я истребительная авиационная дивизия ПВО  | окончил участие в вооружённом конфликте на территории Кореи                                                   |
| 03.03.1951 г. | Ленинградский район ПВО                     | 25-я воздушная истребительная армия ПВО                        |                                            | 50-я истребительная авиационная дивизия ПВО  | МиГ-15 |
| 01.06.1954 г. | Особая Ленинградская армия ПВО              |                                                                |                                            | 50-я истребительная авиационная дивизия ПВО  | МиГ-15 |
| 01.03.1956 г. | Особая Ленинградская армия ПВО              |                                                                |                                            | 20-я истребительная авиационная дивизия ПВО  | МиГ-15 |
| 01.02.1961 г. | 6-я отдельная армия ПВО                     |                                                                | 18-й корпус ПВО                            |                                              | МиГ-17 |
| 15.03.1980 г. | Ленинградский военный округ                 | ВВС округа                                                     | 18-й корпус ПВО                            |                                              | МиГ-23 |
| 01.04.1986 г. | 6-я отдельная армия ПВО                     |                                                                | 54-й корпус ПВО                            |                                              | МиГ-23 |
| 01.06.1995 г. | 6-я армия ВВС и ПВО                         |                                                                | 54-й корпус ПВО                            |                                              | Су-27 |
| 13.09.2005 г. | 6-я Ленинградская армия ВВС и ПВО           |                                                                | 54-й корпус ПВО                            |                                              | Су-27 |
| 01.12.2009 г. | 1-е командование ВВС и ПВО                  |                                                                | 54-й корпус ПВО                            |                                              | расформирован, Су-27                                                                                          |

## Участие в операциях и битвах

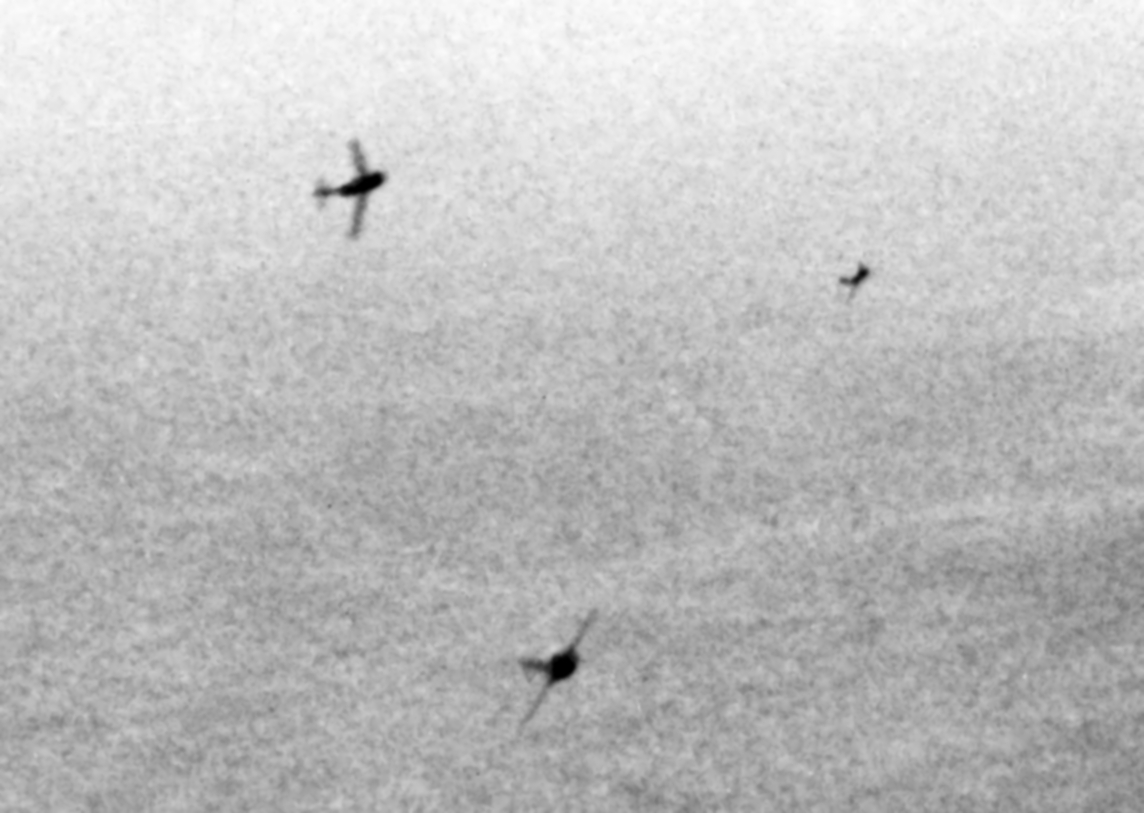
МиГ-15 атакуют бомбардировщик B-29 Superfortress в небе Кореи. 1951 год.

- Битва за Москву — 30 сентября 1941 года по 20 апреля 1942 года
- Тульская наступательная операция — 6 декабря 1941 года по 16 декабря 1941 года
- Калужская наступательная операция — с 17 декабря 1941 года по 5 января 1942 года
- Клинско-Солнечногорская наступательная операция — 6 декабря 1941 года по 26 декабря 1941 года
- прикрытие войск Западного фронта

После 1945 года
- Война в Корее

## Первая победа полка в воздушном бою
Первая известная воздушная победа полка в Отечественной войне одержана 26 июля 1941 года: капитан Самсонов И. Д. в воздушном бою в районе ст. Ленино сбил немецкий бомбардировщик Ju-88.

## Почётные наименования
177-му истребительному авиационному полку за массовый героизм и отвагу, стойкость и мужество, проявленные личным составом полка в годы Великой Отечественной войны 1941—1945 годов по защите неба столицы нашей Родины города-героя Москвы, и учитывая его заслуги в мирное время, Указом Президента Российской Федерации № 1449 от 25 декабря 2002 года присвоено почётное наименование «Московский».

## Отличившиеся воины
- Талалихин Виктор Васильевич, младший лейтенант, заместитель командира эскадрильи 177-го истребительного авиационного полка 8 августа 1941 года Указом Президиума Верховного Совета СССР удостоен звания Герой Советского Союза. Золотая Звезда № 347.

## Лётчики-асы полка
| Фамилия, имя отчество            | Награды | Сбито самолётов (+ в группе) | Примечание |
| -------------------------------- | ------- | ---------------------------- | --- |
| Евстратов Константин Дмитриевич  |         | 7 + 4                        | Лётчик полка: июль 1941 — окт. 1942.                                                                                        |
| Печеневский Александр Дмитриевич |         | 5 + 3                        | Лётчик полка: июль 1941 — окт. 1943. Боевых вылетов: 300; воздушных боев: 21. Один самолёт противника сбит таранным ударом. |
| Рожков Василий Дмитриевич        |         | 7 + 2                        | Лётчик полка: сент. 1942 — окт. 1943. Боевых вылетов: 380                                                                   |
| Тяпин Иван Захарович             |         | 5 + 3                        | Лётчик полка: июль 1941 — окт. 1943. Боевых вылетов: 276; воздушных боев: 19                                                |
| Финогенов Григорий Захарович     |         | 3 + 4                        | Лётчик полка: июль 1941 — окт. 1943. Боевых вылетов: 284; воздушных боев: 11.                                               |

## Итоги боевой деятельности полка
Всего за годы Великой Отечественной войны полком:
| Выполнено боевых вылетов | Сбито самолётов в воздухе | Уничтожено самолётов всего |
| ------------------------ | ------------------------- | -------------------------- |
| 4708                     | 78                        | 78                         |

Свои потери:
| Потеряно самолётов, всего | Погибло лётчиков всего                |
| ------------------------- | ------------------------------------- |
| 33                        | 18 (37 по данным ОБД «Память народа») |

Всего за годы Корейской войны полком:
| Выполнено боевых вылетов | Проведено воздушных боев | Сбито самолётов сил ООН |
| ------------------------ | ------------------------ | ----------------------- |
| 400                      | 13                       | 24                      |

Свои потери:
| Потеряно самолётов, всего | Погибло лётчиков всего |
| ------------------------- | ---------------------- |
| 2                         | 1                      |

| Су-9 | МиГ-15 | МиГ-17 |

## Самолёты на вооружении
| Период      | Самолёты    |
| ----------- | ----------- |
| 1941 — 1942 | И-16        |
| 1941 — 1944 | МиГ-3       |
| 1944 — 1948 | Spitfire IX |
| 1948 — 1949 | Як-17       |
| 1948 — 1950 | МиГ-9       |
| 1950 — 1957 | МиГ-15      |
| 1957 — 1980 | МиГ-17      |
| 1962 — 1980 | Су-9        |
| 1980 — 1994 | МиГ-23      |
| 1994 — 2009 | Су-27       |

| МиГ-23 | МиГ-23 | Су-27 |

## Базирование
| Период                  | Аэродром                             |
| ----------------------- | ------------------------------------ |
| 05.1945 — 06.1945       | Дубровицы, Московская область        |
| 06.1945 — 06.1950       | Ярославль                            |
| 07.07.1950 — 18.09.1950 | Воздвиженка, Приморский край         |
| 08.1950 — 11.1950       | Саншилипу, Китай                     |
| 11.1950 — 23.03.1951    | Аншань, Китай                        |
| 16.12.1950 — 23.03.1951 | Андунь, Китай                        |
| 03.1951 — 03.1956       | Левашово, Ленинградская область      |
| 03.1956 — 15.05.1960    | Громово, Ленинградская область       |
| 15.05.1960 — 2009       | Лодейное Поле, Ленинградская область |